# Улофстрем
Улофстрем (швед. Olofström) — містечко (tätort, міське поселення) на Півдні Швеції в лені Блекінге. Адміністративний центр однойменної комуни.

## Географія
Містечко знаходиться у північно-західній частині лена Блекінге біля озера Гален та системи дрібних озер Крунфіске Гарашемола.

## Історія
Поселення виникло біля металургійного заводу, побудованого 1735 року Улофом Ульссоном, на честь якого й було названо містечко.

## Герб міста
Торгове місто (чепінг) Улофстрем отримало герб королівським затвердженням 1950 року. Герб комуни зареєстровано 1974 року.
Після адміністративно-територіальної реформи, проведеної в Швеції на початку 1970-х років, муніципальні герби стали використовуватися лишень комунами. Тому тепер цей герб представляє комуну Улофстрем, а не містечко.

## Населення
Населення становить 7 816 мешканців (2018).

## Економіка
У містечку працює завод з виробництва елементів кузова Volvo Cars Body Components компании Volvo Cars, який є основним підприємством Улофстрема.
У 2008 році для запуску нової лінії у підприємство було інвестовано 300 млн шведських крон (близько 46,9 млн доларів США).

## Спорт
У поселенні базується футбольний клуб Улофстрем ІФ. Також діють флорбольний клуб Улофстрем ІБК та хокейний Улофстрем ІК.

## Народилися в Улофстремі
- Ян Лундгрен (1955) — шведський джазовий піаніст і композитор.
- Ян Гуннарссон (1962) — професійний тенісист.
- Магнус Ларссон (1970) — .професійний тенісист.

## Галерея

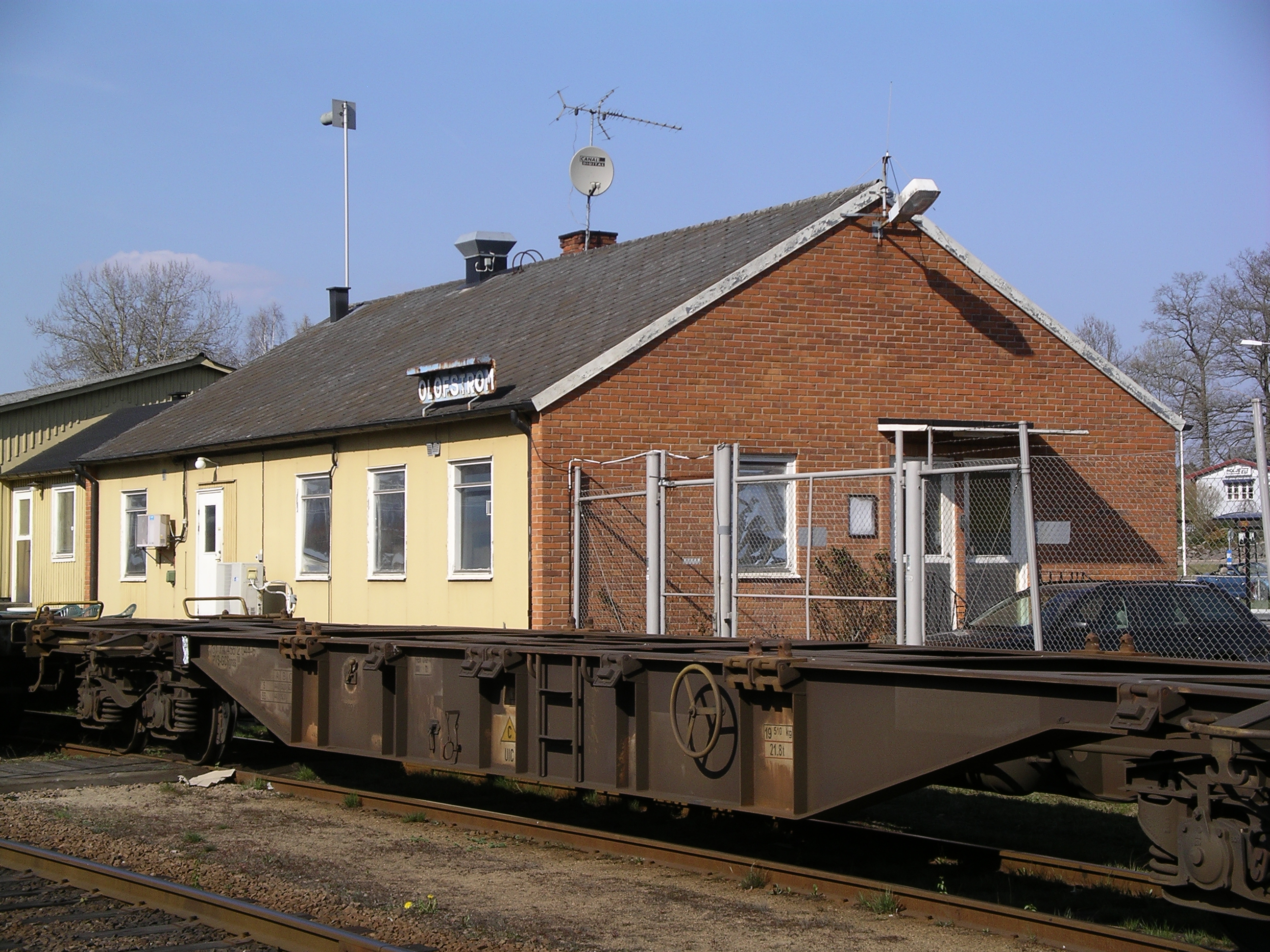
Залізнична станція
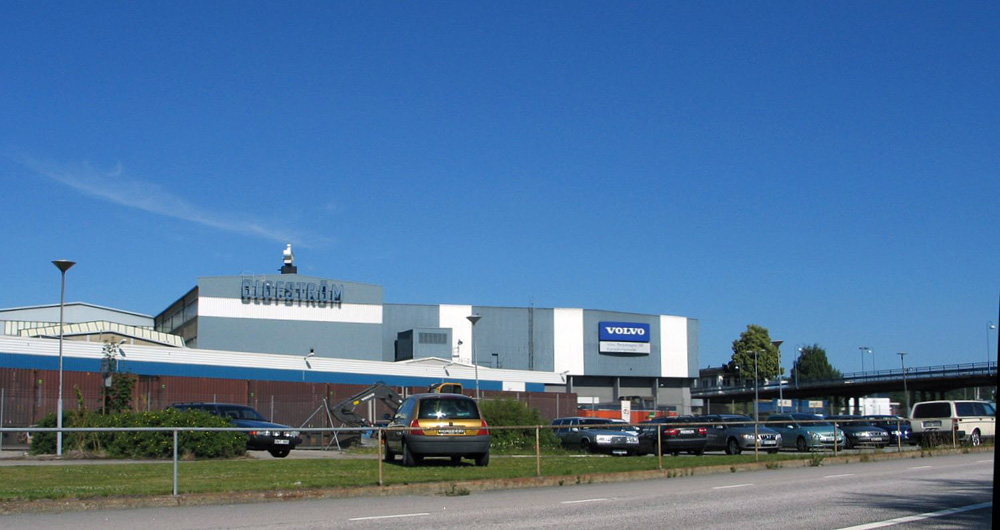
Завод Volvo Cars
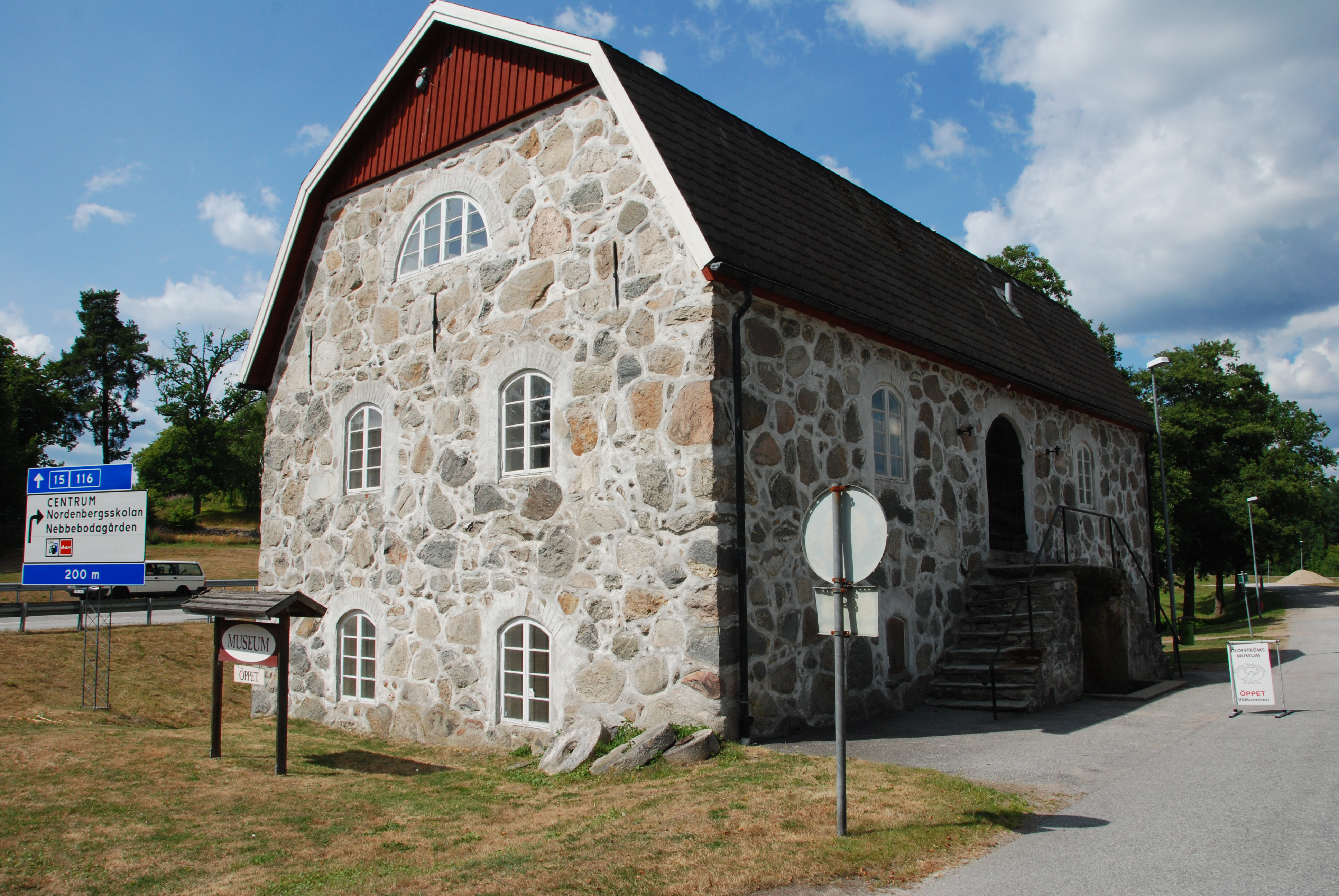
Музей
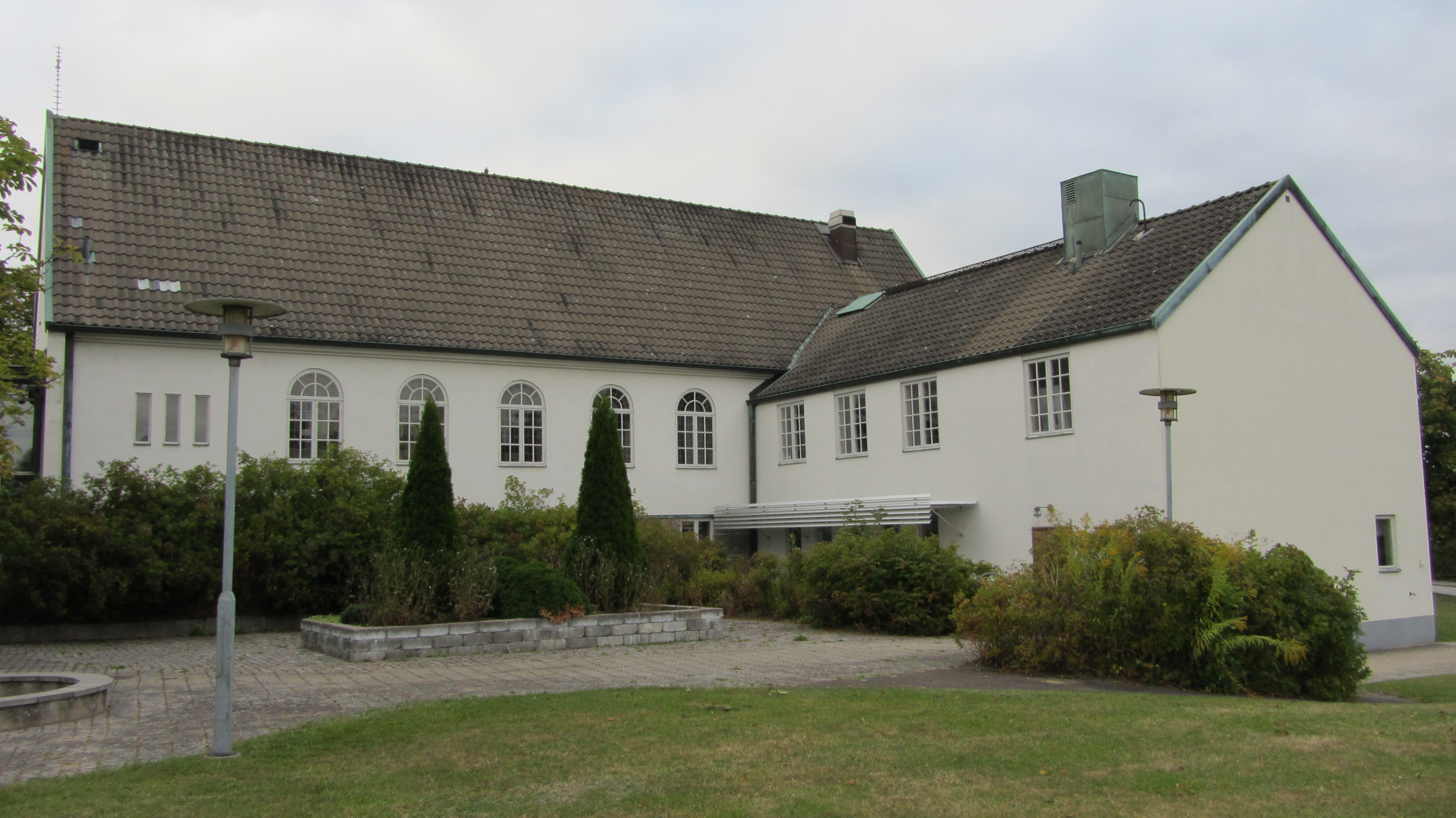
Церква

## Покликання
- Сайт комуни Улофстрем